# Соль де Америка
«Соль де Аме́рика» (исп. Club Sol de América) — спортивный клуб из Парагвая, основанный в 1909 году. Наиболее известен благодаря футбольной команде, которая выступает в Примере Парагвая. Двукратный чемпион страны.

## История
Клуб «Соль де Америка» был основан 22 марта 1909 года. В переводе название команды означает Солнце Америки.
«Соль де Америка» 12 раз становилась вице-чемпионом Парагвая при всего лишь двух чемпионствах. Пятый клуб в истории Парагвая «Насьональ» — 7-кратный чемпион, а у «Соль де Америки» шестой показатель по количеству титулов (как и «Спортиво Лукеньо», у которого, однако, лишь четыре вторых места).
Шесть раз «Соль де Америка» принимала участие в розыгрышах Кубка Либертадорес. Лучший результат — выход в 1/4 финала в 1989 году.
Клуб расположен в районе Обреро предместья Асунсьона Вилья-Элисы.

## Достижения
- Чемпион Парагвая (2): 1986, 1991
- Вице-чемпион Парагвая (12): 1912, 1913, 1926, 1935, 1940, 1946, 1952, 1957, 1978, 1979, 1981, 1988
- Чемпион Второго дивизиона (3): 1965, 1977, 2006
- Победитель Турнира Республики (1): 1988
- Финалист Кубка Парагвая (1): 2021

## Международные турниры
- Участник Кубка Либертадорес (6): 1979, 1980, 1982, 1987, 1989, 1992
- Участник Южноамериканского кубка (5): 2016, 2017, 2018, 2019, 2020

## Баскетбол
Баскетбольная команда «Соль де Америка» — 7-кратный чемпион Парагвая: 1982, 1983, 1984, 1995, 1996, 1998, 1999, 2007.